# Oreophasis derbianus
El guan cornudo o pavón cornudo (Oreophasis derbianus), también pavo de cacho, chachalaca cornuda, faisan de cuerno rojo, paují cornudo o simplemente pavón,  es una especie de ave galliforme de la familia Cracidae, la única del género Oreophasis, que se encuentra mayormente en los bosques húmedos montanos de Chiapas entre los 2500 y 3350 m s. n. m., sin embargo, también puede verse en otros estados del sur de México (rara vez se observan) y muy escasamente en Guatemala. Se cree que esta especie es la única sobreviviente de un antiguo género de crácidos que evolucionaron independientemente del resto de la familia.

## Características
Miden entre 75 y 85 cm de longitud. Se caracterizan por tener sobre la cabeza una proyección o "cuerno" rojo. El plumaje del dorso es negro azulado brillante, con una banda blanca en la mitad de la cola. El vientre, el pecho y la garganta son blancos con un dibujo a la manera de escamado de líneas negruzcas. El iris es blanco. Ambos sexos tienen aspecto similar. No se conocen subespecies.

## Historia natural
Su dieta consiste en frutos, hojas verdes y pequeños invertebrados. Toman agua de las bromelias. Anidan cerca de los cursos de agua en verano, en la parte alta de los árboles. La hembra pone dos huevos que incuba 35 días.